# Marché municipal du Pirée
Le marché municipal du Pirée, en grec moderne : Δημοτική Αγορά Πειραιά / Dimotikí Agorá Pireá, également appelé Agía Triáda (Αγία Τριάδα), en référence à l'église métropolitaine du Pirée, est le quartier le plus central et historique du Pirée en Grèce. Il est nommé d'après le grand marché qui a dominé la zone de 1860 jusqu'en 1968, date à partir de laquelle il a été démoli afin d'y construire la tour du Pirée (el).